# Roger Frappier
Pour les articles homonymes, voir Frappier.
Roger Frappier est un producteur, réalisateur, monteur, acteur et scénariste québécois né le 14 avril 1945 à Saint-Joseph-de-Sorel.

## Biographie
Roger Frappier a travaillé dans tous les métiers de l'industrie cinématographique, de critique de cinéma à réalisateur de télévision en passant par réalisateur-producteur du documentaire expérimental Le grand film ordinaire, jusqu'à trouver sa véritable vocation de producteur. Au début des années 1980, alors employé de l'Office national du film du Canada, il avait réuni un groupe de scénaristes et de réalisateurs qui ont collaboré au développement de drames urbains audacieux. Le scénario du Le Déclin de l'empire américain a émergé du processus que Frappier avait mis en marche. Avec le succès phénoménal de ce film, Frappier a gravi les échelons des plus grands producteurs de longs métrages au Québec. Il quitta l'ONF en 1986 et fonda Max Films avec Pierre Gendron, produisant Un zoo la nuit en 1987, lauréat des 13 prix Génie. Ses nombreux autres films incluent Pouvoir Anne Trister, Jésus de Montréal, Ding et Dong, le film et Cosmos. Les membres du collectif Cosmos ont ensuite réalisé deux des œuvres les plus célèbres du récent cinéma québécois, Un 32 août sur terre et Maelström, soulignant ainsi le talent de Frappier pour ses nouveaux talents. Sa production 2003, La grande séduction, devint l'un des films les plus rentables au box-office canadien. En 2010, il devint Officier de l'Ordre national du Québec ,

## Filmographie

### Comme producteur
- 1971 : Le Grand Film ordinaire
- 1974 : On a raison de se révolter
- 1977 : Le Manitoba ne répond plus
- 1978 : Une journée à Forillon
- 1978 : Soils of Canada
- 1978 : Kouchibouguac
- 1978 : The Battle of the Châteauguay
- 1978 : Santa Gertrudis, la première question sur le bonheur
- 1979 : La Fiction nucléaire
- 1979 : La Loi de la ville
- 1980 : Le Deal mexicain
- 1980 : De la tourbe et du restant
- 1980 : Cordélia
- 1981 : Voyage de nuit
- 1982 : Le Confort et l'Indifférence
- 1985 : Une guerre dans mon jardin
- 1985 : Cochez oui, cochez non (vidéoclip de Paul Piché)
- 1985 : Cinéma, cinéma
- 1986 : Sonia
- 1986 : Anne Trister
- 1986 : Pouvoir intime
- 1986 : Le Déclin de l'empire américain
- 1987 : Un zoo la nuit
- 1989 : Jésus de Montréal
- 1990 : Un autre homme
- 1990 : Moody Beach
- 1990 : Ding et Dong, le film
- 1992 : La Vie fantôme
- 1992 : Lapse of Memory
- 1992 : Le Côté obscur du cœur (El Lado oscuro del corazón)
- 1993 : De l'amour et des restes humains (Love & Human Remains)
- 1995 : L'Enfant d'eau
- 1996 : Cosmos
- 1996 :  Sous-sol
- 1998 : La Comtesse de Bâton Rouge
- 1998 : 2 secondes
- 1998 : Un 32 août sur terre
- 1999 : Matroni et moi
- 2000 : Mack Sennett, roi du comique
- 2000 : La Vie après l'amour
- 2000 : Maelström
- 2001 : L'Ange de goudron
- 2002 : La Turbulence des fluides
- 2002 : Le Plateau (série TV)
- 2003 : Comment ma mère accoucha de moi durant sa ménopause
- 2003 : Père et Fils
- 2003 : La Grande Séduction
- 2005 : Tango, un giro extraño
- 2005 : La Vie avec mon père
- 2005 : Saints-Martyrs-des-Damnés
- 2006 : La Vie secrète des gens heureux
- 2010 : À l'origine d'un cri
- 2011 : Marécages
- 2013 : La Grande Séduction à l'anglaise
- 2014 : Corbo
- 2021 : The Power of the Dog de Jane Campion
- 2023 : Dis-moi pourquoi ces choses sont si belles de Lyne Charlebois[6].
- 2024 : Ababouiné de André Forcier

### Comme réalisateur
- 1971 : Le Grand film ordinaire
- 1974 : L'Infonie inachevée
- 1977 : Samedi - Le Ventre de la nuit
- 1977 : Lundi - Une chaumière, un cœur
- 1978 : Le Ventre de la nuit
- 1984 : Le Dernier Glacier
- 2000 : Die Fremde

### Comme monteur
- 1970 : El Assifa
- 1971 : Pizzagone
- 1971 : Faut aller parmi l'monde pour le savoir
- 1974 : L'Infonie inachevée

### Comme acteur
- 1973 : Réjeanne Padovani : Un militant
- 2003 : Père et Fils : Pharmacien

### Comme scénariste
- 1984 : Le Dernier Glacier

## Distinction
- 1999 : Prix Albert-Tessier[1]
- 2010 : Officier de l'Ordre national du Québec[7]
- 2017 : Compagnon de l'Ordre des arts et des lettres du Québec[8], honneur décerné par le Conseil des arts et des lettres du Québec.

### Nomination
- 2002 : Prix Jutra pour le Meilleur film avec Luc Vandal pour L'Ange de goudron